# Hermann Martens
Hermann Martens (16 de abril de 1877 — 1916) foi um ciclista alemão, que participou em competições de ciclismo nos Jogos Olímpicos de Verão de 1908, realizados em Londres, na Grã-Bretanha.
Martens conquistou a medalha de prata, juntamente com seus companheiros de equipe Karl Neumer, Max Götze e Rudolf Katzer na perseguição por equipes. Também competiu nos 660 jardas, na corrida de 500 m, nos 20 km e na corrida dos 100 km, mas não foi capaz de terminar a corrida. Na prova de tandem, junto com Alwin Boldt, Martens também desistiu na primeira volta.